# Phobetes leptocerus
Phobetes leptocerus là một loài tò vò trong họ Ichneumonidae.